# Astragalus vavilovii
Astragalus vavilovii är en ärtväxtart som beskrevs av Sophia G. Tamamschjan och Andrej Aleksandrovitj Fjodorov. Astragalus vavilovii ingår i släktet vedlar, och familjen ärtväxter. Inga underarter finns listade i Catalogue of Life.